# راي بيرغر
راي بيرغر (بالإنجليزية: Rae Berger)‏ هو ممثل أمريكي، ولد في 26 مارس 1877 في الولايات المتحدة، وتوفي بنفس المكان في 9 نوفمبر 1931.

## وصلات خارجية
- راي بيرغر على موقع IMDb (الإنجليزية)
- راي بيرغر على موقع أول موفي (الإنجليزية)
- راي بيرغر على موقع قاعدة بيانات الأفلام السويدية (السويدية)
- راي بيرغر على موقع كينوبويسك (الروسية)